# Ashley Nick
Ashley Lynn Nick (ur. 27 października 1987 w Monrovia, w stanie Kalifornia, USA) – amerykańska piłkarka, grająca na pozycji pomocnika lub napastnika.

## Kariera piłkarska

### Kariera klubowa
Wychowanka Arcadia High School oraz USC Trojans. W 2010 rozpoczęła karierę piłkarską w holenderskim FC Twente. Latem 2012 przeniosła się do norweskiego zespołu Arna-Bjørnar. Po roku wróciła do USA, gdzie potem broniła barw Pali Blues, Sky Blue FC, Houston Dash i Western New York Flash. W drugiej połowie 2013 rozegrała 8 meczów na zasadzie wypożyczenia w rosyjskim Zorkij Krasnogorsk. Latem 2015 roku została zaproszona do cypryjskiego Apollon Ladies FC. Po roku wróciła do USA i potem występowała w Sky Blue FC. 27 września 2018 podpisała kontrakt z Juventusem Women.

## Sukcesy i odznaczenia

### Sukcesy piłkarskie
FC Twente
- mistrz Holandii: 2010/11

Juventus Women
- mistrz Włoch: 2018/19
- zdobywca Pucharu Włoch: 2018/19